# Oxytropis amethystea
Oxytropis amethystea là một loài thực vật có hoa trong họ Đậu. Loài này được Arv.-Touv. miêu tả khoa học đầu tiên.